# トリパクセプタリス (小惑星)
トリパクセプタリス (2037 Tripaxeptalis) は小惑星帯に位置する小惑星である。
1973年10月、スイスの天文学者パウル・ヴィルトが、ベルン大学のツィンマーヴァルト天文台で発見した。

## 名称
小惑星番号に既存の小惑星名をかけた、言葉遊び・数字遊びの名称である。命名文には、
(2037) = 3 x (679) Pax = 7 x (291) Alice
とある。
本天体の小惑星番号2037は、3×679、7×291と表すことができる。そこでこの天体の名前は、679番と291番の小惑星の名前の前に、ラテン語で3と7をあらわす数詞を付けて造語された。すなわち、
3（Tri-）×パクス（Pax）、7（Sept-）×アリス（Alice）
である。
パウル・ヴィルトは、同時に発表された (2038) ビストロ でも同種の命名を行っている。